# Iced Earth
Ајсед ерт (ен: Iced Earth) је амерички хеви метал бенд чија музика је мешавина треш метала, пауер метала и Новог таласа британског хеви метала са примесама готика. Један је од ретких модерних бендова који још увек изводе 'прави хеви метал' одбијајући да прати трендове. 

## Историја
Централна фигура бенда је ритам гитариста и текстописац Џон Шејфер, који је основао бенд Пургатори у Индијани 1984. године. После селидбе на Флориду и мењања њиховог имена у Ајсед ерт, демо бенда Enter the Realm је био довољно популаран тако да су издали своју прву плочу у сарадњи са Century Media Records. Од тада је бенд често мењао своју поставу. Певач Мет Барлоу се придружио бенду (након трогодишњег прекида након Night of the Stormrider) за Burnt Offerings албум, већином базиран на Дантеовом Паклу. Глас Мета Барлоуа постаје веома популаран и он је остао са бендом много година, до пријатељског разлаза у јуну 2003. године како би започео каријеру у Заводу за безбедност отаџбине Сједињених Америчких Држава. Певач Тим "Рипер" Овенс убрзо напушта Џудас прист (како би направио места за оригиналног певача Роб Халфорда) и постаје нови певач групе. Његов први албум са бендом, The Glorious Burden, је истраживање многих аспеката ратних и војних догађаја које су обликовале модеран свет. Теме албума се крећу од Декларације независности преко 11. септембра до Наполеона Бонапарте, као и три песме везане за битку за Гетисбург. Постоји и издање у ограниченом тиражу где је песма Gettysburg Trilogy померена на други диск а песме Waterloo и акустична верзија песме When the Eagle Cries су додате на први диск. Тема албума је постала центар расправе након што је Шејфер дао интервју канадском хеви метал часопису Brave Words & Bloody Knuckles. Након што је интервју објављен, Шејфер је оптужио часопис за мењање контекста и форсирање антиамеричких предрасуда, и изјавио је да ће бенд бојкотовати часопис у будућности. When The Eagle Cries је била једна од свега неколико песама у којима се слави рат, а које су издате у музичкој индустрији.
У сарадњи са Хансијем Кершом, певачем и бившим басистом групе Блајнд гардијан Шејфер реализује пројекат Демони и чаробњаци.

## Звук
Музика групе често је описивана као Ајрон мејден комбинован са треш металом 80-их. Најпрепознатљивији елемент у звуку бенда је специфични стил свирања ритам гитаристе Џона Шејфера, сличан стилу басисте и текстописца групе Ајрон мејден Стив Харис (у песмама као "Run to the Hills", "The Trooper", и "Caught Somewhere in Time"), са великим убрзањем и ритмичким варијацијама. Поред овог галопа ту су и типичне јаке мелодије, понекад дуплиране помоћу две гитаре свирајући у хармонији. Вокали су често високи, док ритам секција користи технике из треш и пауер метала како би одржали високу брзину и енергију.
Текстови групе теже ка теолошкој тематици као што је казна и грех, судбина, рај и пакао, антихрист и апокалипса. Многи од новијих албума су били концепти написани на неку конкретну тему, нпр. антихерој Спон (The Dark Saga), хорор филмови (Horror Show), и историјски ратови (The Glorious Burden).
У неким песмама (као што је "Dante's Inferno," "Damien," и "The Coming Curse") Ајсед ерт користи технику грегоријанског певања. Две песме групе садрже женске вокале: "A Question of Heaven" и "The Phantom Opera Ghost".

## Дискографија

### Пуни албуми
- Iced Earth (Century Media 1990)
- Night of the Stormrider (Century Media 1992)
- Burnt Offerings (Century Media 1995)
- The Dark Saga (Century Media 1996)
- Something Wicked This Way Comes (Century Media 1998)
- Horror Show (Century Media 2001)
- The Glorious Burden (SPV/Steamhammer 2004)
- Framing Armageddon: Something Wicked Part 1 (2007)
- The Crucible of Man: Something Wicked Part 2 (2008)
- Dystopia (2011)
- Plagues of Babylon (2014)
- Incorruptible (2017)

### Синглови
- The Melancholy E.P. (Ограничена едиција) (Century Media 1999)
- The Melancholy E.P. (Century Media 2001)
- The Reckoning EP (SPV/Steamhammer 2003)
- Dante's Inferno (2011)

### Остала издања
- Enter the Realm демо (1989)
- Days of Purgatory (Century Media 1997) [Садржи ремиксе и обраде материјала са претходних албума] [1-CD и 2-CD верзије су доступне]
- Alive in Athens (Century Media 1999) [Уживо] [2-CD и 3-CD верзије су доступне]
- Dark Genesis (Century Media 2001) [Сет од 5 дискова, садрже Enter the Realm демо, ремиксе и обраде прва три албума, и колекцију Tribute to the Gods]
- Iced Earth [Ремикси и обраде] (Century Media 2002) [Издат посебно]
- Night of the Stormrider [Ремикси и обраде] (Century Media 2002) [Издат посебно]
- Burnt Offerings [Ремикси и обраде] (Century Media 2002) [Издат посебно]
- Tribute to the Gods (Century Media 2002) [Издат посебно]
- The Blessed and The Damned (Century Media 2004) [2-CD Најбоље Од]
- Gettysburg (1863) (SPV/Steamhammer 2005) [DVD]

## Чланови бенда
- Џон Шејфер - ритам гитара и вокали (1984-)
- Сту Блок - вокали (2011-)
- Трој Сили - гитаре (2007-)
- Лук Еплтон - бас (2012-)
- Џон Дети - бубњеви (2013-)

### Бивши чланови бенда
- Боби Џарзомбек - бубњеви (2004—2006)
- Џин Адамс - вокали (1985—1991)
- Џон Грили - вокали (1991—1992)
- Тим "Рипер" Овенс - вокали (2003—2007)
- Били Овенс - гитаре (1985—1987)
- Лари Сап - гитаре (1986—1986)
- Рандал Шовер- гитаре (1988—1998)
- Лари Тарновски - гитаре (1998—2003)
- Ралф Сантола- гитаре (2003—2004)
- Ричард Бејтман - бас (1985—1986)
- Дејв Ејбел - бас (1987—1996)
- Кит Менсер - бас (1996—1996)
- Стив Диџорџио - бас (2000—2001)
- Џејмс Макдона - бас (1996—2004)
- Грег Симор - бубњеви (1985—1989)
- Мајк Макгил - бубњеви (1989—1991)
- Рик Секијари - бубњеви (1991—1992)
- Родни Бизли - бубњеви (1992—1995)
- Ричард Кристи - бубњеви (2000—2004)
- Метју Барлоу - вокали (1994—2003, 2007-2011)
- Фреди Видејлс- бас (2008—2012)

## Претходне поставе
1984-1986
- Џин Адамс - вокали (1985—1991)
- Бил Овенс - гитаре (1985—1987)
- Џон Шејфер - ритам гитаре (1984-)
- Ричард Бејтман - бас (1985—1986)
- Грег Симор - бубњеви (1985—1989)

1986-1988
- Џин Адамс - вокали (1985—1991)
- Бил Овенс- гитаре (1985—1987)
- Џон Шејфер - ритам гитаре (1984-)
- Дејв Ејбел - бас (1987—1996)
- Грег Симор- бубњеви (1985—1989)

1988-1989
- Џин Адамс - вокали (1985—1991)
- Рандал Шовер - гитаре (1988—1998)
- Џон Шејфер - ритам гитаре (1984-)
- Дејв Ејбел - бас (1987—1996)
- Грег Симор - бубњеви (1985—1989)

1989-1991
- Џини Адамс - вокали (1985—1991)
- Рандал Шовер - гитаре (1988—1998)
- Џон Шејфер - ритам гитаре (1984-)
- Дејв Ејбел - бас (1987—1996)
- Мајк Макгил- Бубњеви (1989—1991)

1991-1992
- Џон Грили - вокали (1991—1992)
- Рандал Шовер - гитаре (1988—1998)
- Џон Шејфер - ритам гитаре (1984-)
- Дејв Ејбел - бас (1987—1996)
- Рик Секијари - бубњеви (1991—1992)

1992-1995
- Метју Барлоу - вокали (1994—2003)
- Рандал Шовер - гитаре (1988—1998)
- Џон Шејфер - ритам гитаре (1984-)
- Дејв Ејбел - бас (1987—1996)
- Родни Бизли - бубњеви (1992—1995)

1995-1996
- Метју Барлоу - вокали (1994—2003)
- Рандал Шовер - гитаре (1988—1998)
- Џон Шејфер - ритам гитаре (1984-)
- Дејв Ејбел - бас (1987—1996)
- Брент Смедли - бубњеви (1996—1997)

1996-1997
- Метју Барлоу - вокали (1994—2003)
- Рандал Шовер - гитаре (1988—1998)
- Џон Шејфер - ритам гитаре (1984-)
- Џејмс Макдона - бас (1996—2004)
- Брент Смедли - бубњеви (1996—1997)

1997-1998
- Метју Барлоу - вокали (1994—2003)
- Рандал Шовер - гитаре (1988—1998)
- Џон Шејфер - ритам гитаре (1984-)
- Џејмс Мекдона - бас (1996—2004)
- Ричард Кристи - Бубњеви (2000—2004)

1998-2003
- Метју Барлоу - вокали (1994—2003)
- Лари Тарновски - гитаре (1998—2003)
- Џон Шефер - ритам гитаре (1984-)
- Џејмс Макдона - бас (1996—2004)
- Ричард Кристи - бубњеви (2000—2004)

2003-2004
- Тим "Рипер" Овенс - вокали (2003-)
- Ралф Сантола - гитаре (2003—2004)
- Џон Шејфер - ритам гитаре (1984-)
- Џејмс Макдона - бас (1996—2004)
- Ричард Кристи - бубњеви (2000—2004)